# Hrinivka, Snovsk
Hrinivka (în ucraineană Хрінівка) este un sat în comuna Hirsk din raionul Snovsk, regiunea Cernihiv, Ucraina. În secolul al XIX-lea, satul făcea parte din volostul Moșcenka, uezdul Horodnea.

## Demografie
Componența lingvistică a localității Hrinivka
     Ucraineană (89,92%)
     Rusă (7,75%)
     Belarusă (2,33%)
Conform recensământului din 2001, majoritatea populației localității Hrinivka era vorbitoare de ucraineană (89,92%), existând în minoritate și vorbitori de rusă (7,75%) și belarusă (2,33%).